# تالو غادجي
تالو غادجي-سيلي كارميل جونيور (بالفرنسية: Tallo Gadji)‏، يشتهر بـجونيور تالو وتالو، (مواليد 21 ديسمبر 1992) هو لاعب كرة قدم إفواري يلعب حاليًا لصالج نادي باستيا على سبيل الإعارة من نادي روما.

## ألقاب
الشباب
- البطل:
  - كأس فياريدجو: 2011 (انتر ميلان)
  - كأس إيطاليا للشباب: 2012 (روما)
- الوصيف:
  - كأس فياريدجو: 2012 (روما)
  - كأس السوبر الإيطالي للشباب: 2011 (روما)

### المنتخب
ساحل العاج
- كأس الأمم الأفريقية : 2015

## روابط خارجية
- تالو غادجي على موقع اتحاد تركيا (لاعب) (الإنجليزية)
- تالو غادجي على موقع رابطة كرة القدم الفرنسية للمحترفين (الإنجليزية)
- تالو غادجي على موقع قاعدة بيانات كرة القدم.إي يو (الإنجليزية)
- تالو غادجي على موقع ناشيونال فوتبول تيمز (الإنجليزية)
- تالو غادجي على موقع Soccerway.com (الإنجليزية)
- تالو غادجي على موقع عالم كرة القدم.نت (الإنجليزية)
- تالو غادجي على موقع AS.com (الإسبانية)